# Barnardia
Barnardia Lapeyr. – rodzaj roślin z rodziny szparagowatych. Obejmuje dwa gatunki: B. japonica, występujący w Chinach, wschodniej Azji i Kraju Nadmorskim w Rosji, oraz B. numidica, występujący na Formenterze oraz w północnej Afryce. 
Nazwa naukowa rodzaju została nadana na cześć Edwarda Barnarda, wicesekretarza Królewskiego Towarzystwa Ogrodniczego w Londynie na początku XIX wieku.

## Morfologia

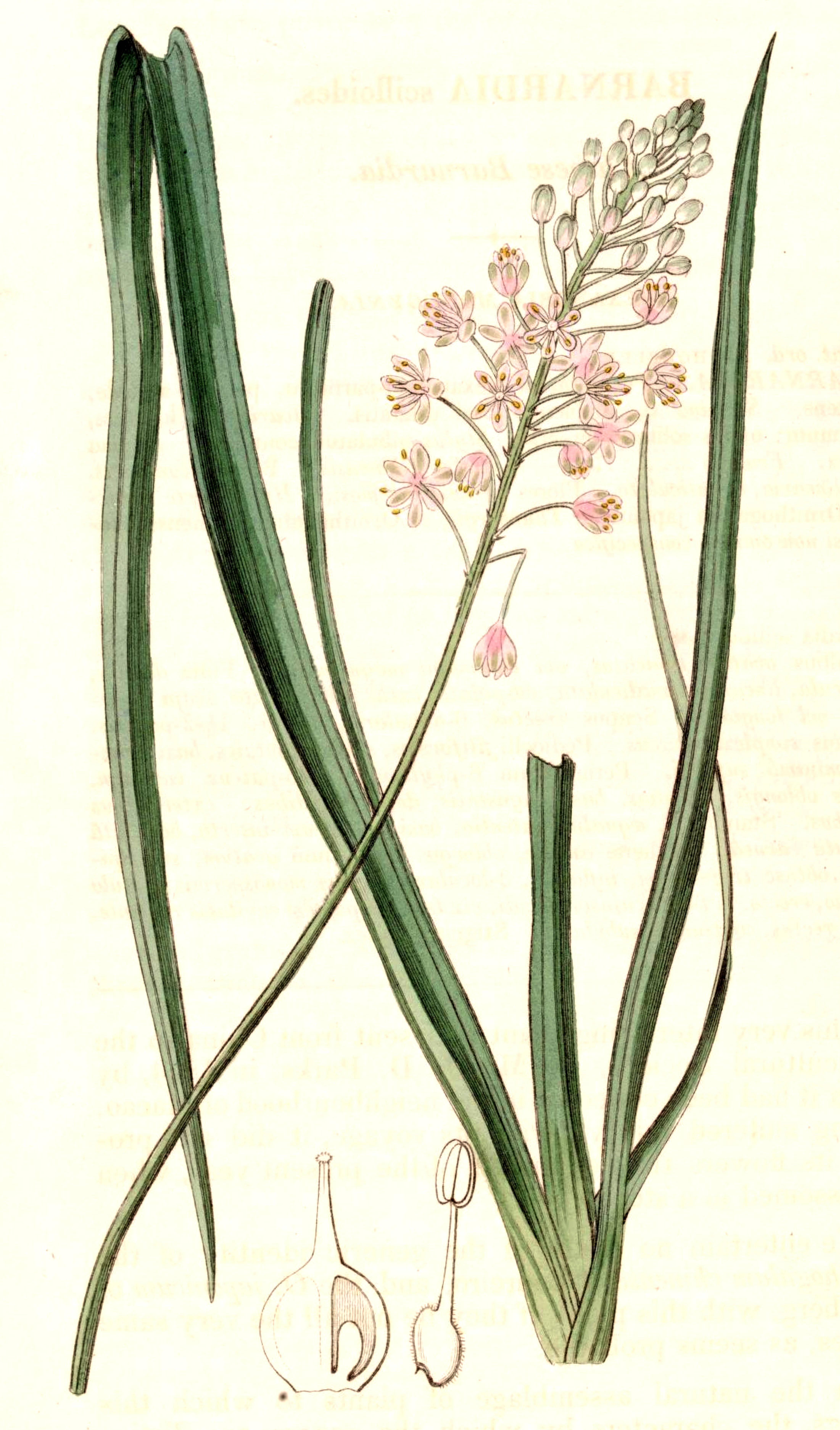
B. japonica

PokrójWieloletnie rośliny zielne.
PędCebule tworzone przez nasady liści właściwych i zredukowane podsadki.
LiścieLiście odziomkowe, siedzące, równowąskie do niemal jajowatych.
KwiatostanKwiaty zebrane grono, wsparte małymi, błoniastymi przysadkami. Głąbik wzniesiony, nagi, u nasady szczątkowo rozgałęziony. Listki okwiatu wzniesione lub rozpostarte, wolne do krótko zrośniętych u nasady, bardzo małe, różowe, rzadko białe. Sześć pręcików osadzonych u nasady lub w okolicy środka listków okwiatu. Nitki pręcików smukłe lub nieco zgrubiałe u nasady. Pylniki dołączone grzbietowo, skierowane do wewnątrz, żółte, ciemnoczerwone lub niebieskie. Zalążnia trójkomorowa, z 1 lub 2 (rzadziej więcej) zalążkami w każdej komorze, osadzona na krótkiej szypułce, z kanałami nektarowymi pokrytymi jednokomórkowymi włoskami. Szyjka słupka nitkowata. Znamię małe.
OwocePodługowate, papierzaste torebki, otwierające się wierzchołkowo, zawierające wydłużone, ciemnobrązowe nasiona.

## Systematyka
Pozycja systematycznaRodzaj z podplemienia Hyacinthinae, plemienia Hyacintheae, podrodziny Scilloideae z rodziny szparagowatych Asparagaceae.
Wykaz gatunków
- Barnardia japonica (Thunb.) Schult. & Schult.f.
- Barnardia numidica (Poir.) Speta